# 大波蒂奇 (明尼蘇達州非建制地區)
大波蒂奇（英語：Grand Portage）是位於美國明尼蘇達州庫克縣的一個非建制地區。

## 地理
大波蒂奇所處的海拔為高於海平面192米（即630英呎），而該地所採用的時區為UTC-6，即北美中部時區（CST）。同時該地設有夏令時間，為UTC-6調快一小時，即UTC-5（CDT）。